# Ballet Shoes (romance)
Ballet Shoes: a story of three children on the stage é um romance infantil da escritora inglesa Noel Streatfeild, publicado em 1936 pela Dent. Foi o primeiro romance infantil de Streatfeild e inaugurou a série de mesmo nome (1936 a 1962).

## Adaptações
- Ballet Shoes, lançado em 1975, com Elizabeth Morgan, Sarah Prince e Jane Slaughter como as três irmãs.
- Ballet Shoes, lançado em 2007, com Emma Watson, Yasmin Paige e Lucy Boynton como as três irmãs.